# Shachar Reshef
Shachar Reshef –en hebreo, שחר רשף– es una deportista israelí que compite en vela en la clase iQFoil. Ganó una medalla de bronce en el Campeonato Europeo de IQFoil de 2021.

## Palmarés internacional
| \| Campeonato Europeo \| Campeonato Europeo \| Campeonato Europeo \| Campeonato Europeo \| \| Año \| Lugar \| Medalla \| Clase \| \| ------------------ \| ------------------ \| ------------------ \| ------------------ \| \| 2021 \| Marsella (Francia) \| Medalla de bronce \| iQFoil \| |                    |                   |        |
| Campeonato Europeo |                    |                   |        |
| Año | Lugar              | Medalla           | Clase  |
| 2021 | Marsella (Francia) | Medalla de bronce | iQFoil |